# Liga Mistrzów UEFA (2015/2016)/Faza pucharowa
Do startu w fazie pucharowej uprawnionych było 16 drużyn – 8 zwycięzców fazy grupowej (drużyny rozstawione) i 8 drużyn, które zajęły 2. miejsca w fazie grupowej (drużyny nierozstawione).
Zwycięzcy grup dolosowano do zespołów z drugich miejsc, tworząc pary 1/8 finału. W tej fazie do dalszych etapów turnieju przeszli zwycięzcy poszczególnych dwumeczów.
Finał został rozegrany 28 maja 2016 na Stadionie Giuseppe Meazzy w Mediolanie, a zwycięzcą został Real Madryt po wygranej w rzutach karnych 5:3 nad Atlético Madryt.
    Drużyny rozstawione
    Drużyny nierozstawione
| Grupa | Zwycięzcy grup   | Drugie drużyny grup |
| ----- | ---------------- | ------------------- |
| A     | Real Madryt      | Paris Saint-Germain |
| B     | VfL Wolfsburg    | PSV Eindhoven       |
| C     | Atlético Madryt  | SL Benfica          |
| D     | Manchester City  | Juventus            |
| E     | FC Barcelona     | Roma                |
| F     | Bayern Monachium | Arsenal             |
| G     | Chelsea          | Dynamo Kijów        |
| H     | Zenit Petersburg | KAA Gent            |

## Terminarz
| Runda       | Data i czas losowania  | Data pierwszego meczu                                   | Data drugiego meczu                                     |
| ----------- | ---------------------- | ------------------------------------------------------- | ------------------------------------------------------- |
| 1/8 finału  | 14 grudnia 2015, 12:00 | 16-17 lutego 2016 23-24 lutego 2016                     | 8-9 marca 2016 15-16 marca 2016                         |
| Ćwierćfinał | 18 marca 2016          | 5-6 kwietnia 2016                                       | 12-13 kwietnia 2016                                     |
| Półfinał    | 15 kwietnia 2016       | 26-27 kwietnia 2016                                     | 3-4 maja 2016                                           |
| Finał       | 15 kwietnia 2016       | 28 maja 2016 na Stadionie Giuseppe Meazzy w Mediolanie. | 28 maja 2016 na Stadionie Giuseppe Meazzy w Mediolanie. |

## 1/8 finału
| Drużyna 1                            | Wynik dwumeczu | Drużyna 2        | Pierwszy mecz | Drugi mecz |
| ------------------------------------ | -------------- | ---------------- | ------------- | ---------- |
| KAA Gent                             | 2:4            | VfL Wolfsburg    | 2:3           | 0:1        |
| Roma                                 | 0:4            | Real Madryt      | 0:2           | 0:2        |
| Paris Saint-Germain                  | 4:2            | Chelsea          | 2:1           | 2:1        |
| Arsenal                              | 1:5            | FC Barcelona     | 0:2           | 1:3        |
| Juventus                             | 4:6 (po dogr.) | Bayern Monachium | 2:2           | 2:4        |
| PSV Eindhoven                        | 0:0 (k. 7:8)   | Atlético Madryt  | 0:0           | 0:0 (pd.)  |
| SL Benfica                           | 3:1            | Zenit Petersburg | 1:0           | 2:1        |
| Dynamo Kijów                         | 1:3            | Manchester City  | 1:3           | 0:0        |
| Po lewej gospodarz pierwszego meczu. |                |                  |               |            |

### Pierwsze mecze
| 16 lutego 2016 | Paris Saint-Germain                 | 2:1   | Chelsea     |                                                                        |
| 20:45 CET      | Zlatan Ibrahimović 39' · Cavani 78' | (1:1) | 45+1' Mikel | Parc des Princes, Paryż Widzów: 46 505 Sędzia: Carlos Velasco Carballo |

| 16 lutego 2016 | SL Benfica  | 1:0   | Zenit Petersburg |                                                                |
| 20:45 CET      | Jonas 90+1' | (0:0) |                  | Estádio da Luz, Lizbona Widzów: 48 615 Sędzia: Gianluca Rocchi |

| 17 lutego 2016 | KAA Gent                 | 2:3   | VfL Wolfsburg                |                                                                  |
| 20:45 CET      | Kums 80' · Coulibaly 89' | (0:1) | 44', 54' Draxler · 60' Kruse | Ghelamco Arena, Gandawa Widzów: 19 978 Sędzia: Svein Oddvar Moen |

| 17 lutego 2016 | Roma | 0:2   | Real Madryt                      |                                                             |
| 20:45 CET      |      | (0:0) | 57' Ronaldo · 86' Jesé Rodríguez | Stadio Olimpico, Rzym Widzów: 55 612 Sędzia: Pavel Královec |

| 23 lutego 2016 | Arsenal | 0:2   | FC Barcelona        |                                                              |
| 20:45 CET      |         | (0:0) | 71', 83' (k.) Messi | Emirates Stadium, Londyn Widzów: 59 889 Sędzia: Cüneyt Çakır |

| 23 lutego 2016 | Juventus                 | 2:2   | Bayern Monachium        |                                                                |
| 20:45 CET      | Dybala 63' · Sturaro 78' | (0:1) | 43' Müller · 55' Robben | Juventus Stadium, Turyn Widzów: 41 332 Sędzia: Martin Atkinson |

| 24 lutego 2016 | PSV Eindhoven | 0:0 | Atlético Madryt |                                                                  |
| 20:45 CET      |               |     |                 | Philips Stadion, Eindhoven Widzów: 34 948 Sędzia: Daniele Orsato |

| 24 lutego 2016 | Dynamo Kijów | 1:3   | Manchester City                    |                                                                      |
| 20:45 CET      | Bujalski 59' | (0:2) | 15' Agüero · 40' Silva · 90' Touré | Stadion Olimpijski, Kijów Widzów: 53 691 Sędzia: Antonio Mateu Lahoz |

### Rewanże
| 8 marca 2016 | VfL Wolfsburg | 1:0   | KAA Gent |                                                                  |
| 20:45 CET    | Schürrle 74'  | (0:0) |          | Volkswagen-Arena, Wolfsburg Widzów: 23 457 Sędzia: Damir Skomina |

| 8 marca 2016 | Real Madryt                       | 2:0   | Roma |                                                                           |
| 20:45 CET    | Ronaldo 64' · James Rodríguez 68' | (0:0) |      | Estadio Santiago Bernabéu, Madryt Widzów: 76 654 Sędzia: Szymon Marciniak |

| 9 marca 2016 | Zenit Petersburg | 1:2   | SL Benfica                 |                                                                     |
| 18:00 CET    | Hulk 69'         | (0:0) | 85' Gaitán · 90+6' Talisca | Stadion Pietrowski, Petersburg Widzów: 17 688 Sędzia: Viktor Kassai |

| 9 marca 2016 | Chelsea   | 1:2   | Paris Saint-Germain          |                                                            |
| 20:45 CET    | Costa 27' | (1:1) | 16' Rabiot · 67' Ibrahimović | Stamford Bridge, Londyn Widzów: 37 591 Sędzia: Felix Brych |

| 15 marca 2016 | Atlético Madryt                                                                | 0:0 (pd.)   | PSV Eindhoven                                                                     |                                                                          |
| 20:45 CET     |                                                                                |             |                                                                                   | Estadio Vicente Calderón, Madryt Widzów: 50 135 Sędzia: Mark Clattenburg |
| 20:45 CET     | · Griezmann · Gabi · Koke · Ñíguez · Torres · Giménez · Filipe Luís · Juanfran | Rzuty karne | · Van Ginkel · Guardado · Pröpper · Bruma · Moreno · Lestienne · Arias · Narsingh | Estadio Vicente Calderón, Madryt Widzów: 50 135 Sędzia: Mark Clattenburg |

| 15 marca 2016 | Manchester City | 0:0 | Dynamo Kijów |                                                                              |
| 20:45 CET     |                 |     |              | City of Manchester Stadium, Manchester Widzów: 43 630 Sędzia: Ovidiu Hațegan |

| 16 marca 2016 | FC Barcelona                        | 3:1   | Arsenal    |                                                              |
| 20:45 CET     | Neymar 18' · Suárez 65' · Messi 88' | (1:0) | 51' Elneny | Camp Nou, Barcelona Widzów: 76 092 Sędzia: Siergiej Karasiow |

| 16 marca 2016 | Bayern Monachium                                             | 4:2 (pd.)       | Juventus                |                                                                |
| 20:45 CET     | Lewandowski 73' · Müller 90+1' · Alcântara 108' · Coman 110' | (0:2, 2:2, 2:2) | 5' Pogba · 28' Cuadrado | Allianz Arena, Monachium Widzów: 70 000 Sędzia: Jonas Eriksson |

## Ćwierćfinały
Od tej rundy drużyny rywalizujące ze sobą w parach losowano niezależnie od kraju z którego pochodzą, a także grupy w której występowały. Losowanie tej fazy odbyło się 18 marca 2016 roku.
Pierwsze mecze zostały rozegrane 5 i 6 kwietnia, a rewanże 12 i 13 kwietnia 2016 roku.
| Drużyna 1                            | Wynik dwumeczu | Drużyna 2       | Pierwszy mecz | Drugi mecz |
| ------------------------------------ | -------------- | --------------- | ------------- | ---------- |
| VfL Wolfsburg                        | 2:3            | Real Madryt     | 2:0           | 0:3        |
| Bayern Monachium                     | 3:2            | SL Benfica      | 1:0           | 2:2        |
| FC Barcelona                         | 2:3            | Atlético Madryt | 2:1           | 0:2        |
| Paris Saint-Germain                  | 2:3            | Manchester City | 2:2           | 0:1        |
| Po lewej gospodarz pierwszego meczu. |                |                 |               |            |

### Pierwsze mecze
| 5 kwietnia 2016 | Bayern Monachium | 1:0   | SL Benfica |                                                                  |
| 20:45 CET       | Vidal 2'         | (1:0) |            | Allianz Arena, Monachium Widzów: 70 000 Sędzia: Szymon Marciniak |

| 5 kwietnia 2016 | FC Barcelona    | 2:1   | Atlético Madryt |                                                        |
| 20:45 CET       | Suárez 63', 74' | (0:1) | 25' Torres      | Camp Nou, Barcelona Widzów: 88 534 Sędzia: Felix Brych |

| 6 kwietnia 2016 | VfL Wolfsburg                   | 2:0   | Real Madryt |                                                                    |
| 20:45 CET       | Rodríguez 18' (k.) · Arnold 25' | (2:0) |             | Volkswagen-Arena, Wolfsburg Widzów: 26 400 Sędzia: Gianluca Rocchi |

| 6 kwietnia 2016 | Paris Saint-Germain          | 2:2   | Manchester City                 |                                                              |
| 20:45 CET       | Ibrahimović 41' · Rabiot 59' | (1:1) | 38' De Bruyne · 72' Fernandinho | Parc des Princes, Paryż Widzów: 47 228 Sędzia: Milorad Mažić |

### Rewanże
| 12 kwietnia 2016 | Real Madryt           | 3:0   | VfL Wolfsburg |                                                                        |
| 20:45 CET        | Ronaldo 16', 17', 77' | (2:0) |               | Estadio Santiago Bernabéu, Madryt Widzów: 76 684 Sędzia: Viktor Kassai |

| 12 kwietnia 2016 | Manchester City | 1:0   | Paris Saint-Germain |                                                                                       |
| 20:45 CET        | De Bruyne 76'   | (0:0) |                     | City of Manchester Stadium, Manchester Widzów: 53 039 Sędzia: Carlos Velasco Carballo |

| 13 kwietnia 2016 | SL Benfica                | 2:2   | Bayern Monachium       |                                                              |
| 20:45 CET        | Jiménez 27' · Talisca 76' | (1:1) | 38' Vidal · 52' Müller | Estádio da Luz, Lizbona Widzów: 63 235 Sędzia: Björn Kuipers |

| 13 kwietnia 2016 | Atlético Madryt         | 2:0   | FC Barcelona |                                                                        |
| 20:45 CET        | Griezmann 36', 88' (k.) | (1:0) |              | Estadio Vicente Calderón, Madryt Widzów: 52 851 Sędzia: Nicola Rizzoli |

## Półfinały
Losowanie par półfinałowych odbyło się 15 kwietnia 2016 roku. Pierwsze mecze zostały rozegrane 26 i 27 kwietnia 2016 roku, a rewanże 3 i 4 maja 2016 roku.
| Drużyna 1                            | Wynik dwumeczu | Drużyna 2        | Pierwszy mecz | Drugi mecz |
| ------------------------------------ | -------------- | ---------------- | ------------- | ---------- |
| Manchester City                      | 0:1            | Real Madryt      | 0:0           | 0:1        |
| Atlético Madryt                      | 2:2 (br.wyj.)  | Bayern Monachium | 1:0           | 1:2        |
| Po lewej gospodarz pierwszego meczu. |                |                  |               |            |

### Pierwsze mecze
| 26 kwietnia 2016 | Manchester City | 0:0 | Real Madryt |                                                                            |
| 20:45 CET        |                 |     |             | City of Manchester Stadium, Manchester Widzów: 52 221 Sędzia: Cüneyt Çakır |

| 27 kwietnia 2016 | Atlético Madryt | 1:0   | Bayern Monachium |                                                                          |
| 20:45 CET        | Ñíguez 11'      | (1:0) |                  | Estadio Vicente Calderón, Madryt Widzów: 52 127 Sędzia: Mark Clattenburg |

### Rewanże
| 3 maja 2016 | Bayern Monachium             | 2:1   | Atlético Madryt |                                                              |
| 20:45 CET   | Alonso 31' · Lewandowski 74' | (1:0) | 54' Griezmann   | Allianz Arena, Monachium Widzów: 70 000 Sędzia: Cüneyt Çakır |

| 4 maja 2016 | Real Madryt         | 1:0   | Manchester City |                                                         |
| 20:45 CET   | Fernando 20' (sam.) | (1:0) |                 | Estadio Santiago Bernabéu, Madryt Sędzia: Damir Skomina |

## Finał
| 28 maja 2016 20:45 CET                     | Real Madryt · Ramos 15' | 1:1 (Dogr.) k. 5:3(1:0) (1:1) (1:1)Raport | Atlético Madryt · 79' Carrasco | Stadion Giuseppe Meazzy, Mediolan Widzów: 71 942 Sędzia: Mark Clattenburg |
|                                            |                         |                                           |                                |                                                                           |
|                                            |                         | Rzuty karne                               |                                |                                                                           |
| Vázquez · Marcelo · Bale · Ramos · Ronaldo |                         | Griezmann · Gabi · Ñíguez · Juanfran      |                                |                                                                           |